# 巴尔沃
巴尔沃（德語：Balve，發音：[ˈbalvə] ⓘ）是德国北莱茵-威斯特法伦州阿恩斯贝格行政区马克县的城市，面积74.81平方千米，2023年12月31日人口为11,108人。